# The Sims 2 (PlayStation Portable)
The Sims 2 — однопользовательская видеоигра в жанре симулятора жизни, которая была разработана студией Maxis и выпущена компанией Electronic Arts для игровой приставки PlayStation Portable. В США игра вышла 7 декабря 2005 года. The Sims 2 создавалась по подобию одноимённой игры для персональных компьютеров. Несмотря на схожий сеттинг и художественный стиль, The Sims 2 для PSP завязана на прохождении сюжетной линии, основное место действия происходит в вымышленном городе Китежград. Данная игра также расширяет вселенную The Sims 2.
Критики дали смешанные оценки игре, среди достоинств ими были отмечены хорошее качество графики и наличие интересных диалогов, среди основных недостатков — частые зависания игры и слишком частые экраны загрузки.

## Сюжет
Сюжетная линия начинается с того, что управляемый игроком сим проезжая мимо городка Китежграда ломает свою машину. К счастью он находит заправочную станцию и механика, который предложил починить машину. Там он знакомится с Беллой Гот, которая утверждает, что была похищена инопланетянами. Управляемый сим позже замечает, что его машина исчезла вместе с механиком, так персонаж вынужден остаться в Китежграде. Он отправляется к полицейскому Дункану, чтобы сообщить о пропаже. Полицейский заметил, что ничего не может поделать и предлагает управляемому персонажу найти себе временное жильё. Управляемый сим покупает за гроши квартиру Беллы.
Так персонаж начинает постепенно раскрывать тайны городка и знакомится с новыми персонажами и решать их тайны. По мере прохождения сюжета, главный антагонист понимает, что зелёный пламбоб главного героя, появляющийся на протяжении всей истории является не чем иным, как устройством контроля сознания, управляемым «внешней силой» (игроком). Антагонист понимает, что управляемый персонаж является главным героем, которое контролирует некая внешняя сила, подобно игре. Так злодей намерен заполучить такую силу и попытаться сломать четвёртую стену.

## Игровой процесс
Игра представляет собой квест, где особый акцент делается на диалогах с персонажами и прохождении заданий. Конечная цель игрока — разгадать тайну каждого персонажа в городке. Игра начинается с редактора создания персонажа, где игрок выбирает внешность сима, пол, одежду итд. Игрок попадает в городок под названием Стрейнджервиль, выдержанный в духе зоны 51, должен разгадывать тайны его жителей и их связь с инопланетянами. В игре доступно 5 мини-игр.

Изображение геймплея игры

Важную роль в игре играет социальный статус в сообществе, который необходимо повышать, общаясь с не игровыми персонажами, самый лучший способ сделать это — пригласить их на вечеринку. Сами диалоги в игре значительно отличаются от диалогов в The Sims 2 для ПК и напоминают таковые в ролевых играх. Игрок видит готовые диалоги и должен выбрать один из нескольких вариантов ответа или вопросса. В The Sims 2 для PSP важную роль играет индикатор «здравомыслия», который повышается при выполнении желаний и общении и наоборот понижается при неудачных диалогах или плохих событиях. Если здравомыслие находится на слишком низком уровне, управляемый персонаж начинает сходить с ума. Выполняя разные задачи и получая уникальные предметы, управляемый сим получает разные преимущества и способности, в том числе и сверхъестественные. Многие из персонажей присутствуют в оригинальной игре The Sims 2. Игрок должен удовлетворять желания персонажа и избегать страхов, также для жизни ему необходимо зарабатывать деньги, которые можно получить, помогая персонажам. Позже персонаж получает карту, которая позволяет покинуть район и исследовать до пяти разных кварталов и 20 локаций. Игрок также может публиковать созданного персонажа в интернете и скачивать персонажей, созданных другими игроками. Также установив соединение с PSP другого игрока с игрой, возможно играть в режиме мультиплексора, разделённого на две части экрана. В игре нельзя стареть, заключать брак и заводить детей.

## Разработка и выпуск
Разработка The Sims 2 для PSP началась после успеха The Sims 2 для персональных компьютеров. Несмотря на общее название, данная игра разрабатывалась с нуля специально для использования на платформе PSP, таким образом имея мало общество с другими одноимёнными версиями. The Sims 2 для PSP создавалась одновременно наряду со множеством разных версий симулятора для игровых приставок, Nintendo DS и Game Boy Advance в рамках идеи «перенести „The Sims 2“ на каждое возможное устройство». Тем не менее в отличие от The Sims 2 для остальных мобильных устройств, PSP-версия своим художественным стилем и каноном максимально приближена к The Sims 2 для ПК. Разработкой PSP-версии руководила Вирджиния МакАртур, которая заметила, что разработчикам в своё время понравились прописанные легенды базовых семей из городка Китежграда, и поэтому они решили дальше развить истории персонажей в The Sims 2 для PSP. Помимо этого, игра для PSP, как часть канона мира базовой The Sims 2, единственная раскрывает тайну похищения Беллы Гот. The Sims 2 для PSP разрабатывалась с упором на социальные взаимодействия с симами и изучение окружающего пространства в противовес оригинальной игре, как виртуальной песочнице, помимо этого, данная игра — первая портативная версия The Sims, где игрок может поместить своего персонажа в игру другого игрока. Основным местом действия стал таинственный город Китежград, чьё создание было вдохновлено американским телешоу «Секретные материалы» и американским пустынным городом Розуэллом в Нью Мексико, где согласно не подтверждённым теориям происходили разные таинственные события, в том числе и находки кораблекрушения инопланетян.
28 ноября 2005 года стало известно, что игра вышла в печать. 7 декабря 2005 года игра была выпущена для PlayStation Portable в США. В России вышла 13 января 2006 года. В отличие от двух предыдущих игр, версия для PSP по дизайну максимально приближена к оригинальной игре для ПК, но с простейшей графикой шестого поколения и более ограниченными возможностями игрового процесса. По версии немецкого чарта Chartspiele, The Sims 2 заняла 89 место в списке лучших игр для PSP. По примерным оценкам, в мире было продано 1.38 миллион копий The Sims 2 для PSP, 490,000 копий было продано в США, 560,000 копий в Европе и 330,000 в Японии и остальных странах.

## Музыка
В игре есть возможность прослушивать музыкальные композиции, записанные на симлише с участием таких известных исполнителей, как Paramore, Райан Фергюсон, Fischerspooner и других.
| №   | Название                         | Автор(ы)                   | Длительность |
| --- | -------------------------------- | -------------------------- | ------------ |
| 1.  | «Girl You Know»                  | Эштон Фелт                 | 3:17         |
| 2.  | «Rub Me Right»                   | Тина Мэнсфилд              | 2:06         |
| 3.  | «Duck Low»                       | Elastic Rocket             |              |
| 4.  | «Out of Date»                    | Carbon 14                  |              |
| 5.  | «Rock Rock»                      | Crackotage                 | 3:04         |
| 6.  | «Asleep on My Feet»              | The Kine                   | 2:48         |
| 7.  | «You Don't Even Have to Ask»     | Расти и Дасти Паркер       | 2:06         |
| 8.  | «Love's Having It's Way With Me» | Софи Уэст                  | 3:34         |
| 9.  | «Just Let Go»                    | Fischerspooner             | 3:46         |
| 10. | «Sims Theme Remix»               | Junkie XL                  | 3:58         |
| 11. | «Chunklingtung»                  | Pe-Erre и Kyntero          | 1:28         |
| 12. | «Wia Wia»                        | Pantera Y Nicco            |              |
| 13. | «Baddown»                        | Grass Roots                | 4:46         |
| 14. | «Park It There»                  | Gen-3-Fl                   |              |
| 15. | «Another World»                  | Китти Шэк                  | 4:23         |
| 16. | «Take Me Home, Please»           | Reggie and the Full Effect | 4:09         |
| 17. | «Pressure»                       | Paramore                   | 3:07         |
| 18. | «Suddenly»                       | Райан Фергюсон             | 2:05         |

## Восприятие
| Сводный рейтинг                    | Сводный рейтинг |
| Агрегатор                          | Оценка          |
| ---------------------------------- | --------------- |
| GameRankings                       | 67,44 %         |
| Metacritic                         | 65/100          |
| Иноязычные издания                 |                 |
| Издание                            | Оценка          |
| CVG                                | [ 21 ]          |
| Game Informer                      | 5,5             |
| GameSpot                           | 6,1/10          |
| IGN                                | 75 %            |
| OPM                                | [ 22 ]          |
| PlayStation: The Official Magazine | 7,5             |

Игра получила смешанные отзывы, и, основываясь на общей оценке критиков, сайт Metacritic присудил игре 65 баллов из 100. Среди достоинств игры были отмечены хорошее качество графики для PSP и наличие забавных и интересных диалогов. Сами персонажи выглядят эксцентрично.
Хуан Кастро, критик сайта IGN, отметил, что добавление в игру множества тайн и квестов делает её достаточно увлекательной и забавной, также рецензент заметил, что люди, ищущие портативную версию The Sims 2 для ПК, в данной игре её не найдут, тем не менее, игра от этого не становится менее увлекательной и отлично подойдёт для игровой аудитории мобильных устройств. «Вместо того, чтобы развивать отношения и заботиться о личных потребностях, вы можете участвовать в истории. Разумеется, вам всё ещё нужно заботиться о потребностях персонажа, но они фактически ушли на задний план, чтобы игрок мог посвятить время раскрытию тайн, пообщаться с персонажами и изучить мир игры. И знаете, это очень освежает». Также критик назвал игру попыткой создать квест, приключенческую игру, при этом не разрушая основную формулу оригинальной The Sims 2. Редакция Hardcore Gamer Magazine заметила, что The Sims 2 хоть и развивает лор, представленный в Китежграде из ПК-версии The Sims 2, сама, скорее, является ролевой игрой, которая не даст игроку заскучать. Редакция Gameland назвала The Sims 2 единственной игрой для PSP в своём роде и гениальной пародией на Fahrenheit. Редактор журнала Official Playstation 2 Magazine отдельно оценил щадящую систему удовлетворения потребностей, позволяющую не отвлекаться постоянно на нужды сима, а концентрировать своё внимание на истории и заданиях.
Критик сайта Cheatcc отметил, что игра, в отличие от оригинала, является не песочницей, а, по сути, структурированной, ограниченной и линейной игрой с необходимостью прохождения, хотя игрок всё ещё должен заботиться о персонажах, но не так часто, как в оригинальной игре. Диалоги персонажей, по мнению критика, выглядят забавно, однако они гораздо поверхностнее, чем в оригинальной The Sims 2 для ПК. Эндрю Парк, критик сайта GameSpot, отметил, что разработчики полностью переработали диалоги персонажей, превратив их в мини-игры, и назвал саму концепцию игры интересной, но некачественно реализованной. Критик сайта Gameland назвал игру гениальной пародией на Fahrenheit.
Среди недостатков в игре были отмечены частое зависание игры и чрезмерное количество окон загрузок. Несмотря на то, что они длятся не более 5 секунд, это, по мнению критиков, серьёзно мешает и портит общее мнение об игре. Критик sheatcc заметил, что постоянные подвисания могут свести на нет всё удовольствие от прохождения игры и сюжета. Отдельно редакция Gameland заметила, что содержание игры не соответствует установленному возрастному рейтингу.